# Janški Vrh
Janški Vrh is een plaats in Slovenië en maakt deel uit van de gemeente Majšperk in de NUTS-3-regio Podravska. De plaats telde 46 inwoners op 1 januari 2020.